# Cryptology
Cryptology ist ein Jazzalbum von François Houle, das am 4. und 5. Oktober 2000 in Vancouver aufgenommen und im selben Jahr bei Between the lines veröffentlicht wurde.

## Musik des Albums
„François Houles Konzept der Improvisation im Kammermusikformat entspricht dem Wunsch, Improvisation mehr als Mittel zur Gestaltung denn zur reinen Selbstentfaltung.“ François Houles Prinzipien der Absicherung einer zurückhaltenden Emotionalität seiner Musik wird mit einem intellektuellen Klangkonzept unterstrichen; es entstand aus der Beschäftigung des Musikers mit Neal Stephensons Roman Cryptonomicon von 1999.

## Titelliste
- François Houle: Cryptology (between the lines – btl 012)[3]

1. Palinodia I  7:41
2. Le corps abstrait s’abandonne à la lumière 3:41
3. Prayer  5:52
4. Hive-mind  7:44
5. Asymptote  4:59
6. Palinodia II  3:07
7. The Donkey’s Tale  7:30
8. Keystream Mystery  7:35

## Rezeption
Glenn Astarita schrieb in All About Jazz, „François Houle und seine working band erforschen die Mechanik der Kryptologie als thematische Basis für diese sehr interessante Veröffentlichung. Mit dieser Produktion schifft sich die Band dem Anschein nach auf eine Forschungsreise ein, die vielleicht mit komplexen mathematischen Algorithmen der Musiknotation korreliert, während sie durch die Kraft der Suggestion ein Fundament im Geiste des Höres legen. Auf Stücken wie Palinodia I und Asymptote beschäftigen sich die Francois Houle 5 mit ungebändigten Klanglandschaften, wohingegen die Cellistin  Peggy Lee entweder den Herzschlag schafft oder  an dialogorientierten Zusammenspiel mit Houle und dem Trompeter/Pianisten Brad Turner teilhat. Perkussionist Dylan van der Schyff, der zum Metrum beiträgt, spielt eine ebenbürtig wichtige Rolle als Kolorist.“
Steve Loewy vergab an das Album im Allmusic drei (von 5) Sternen und meinte, „diejenigen, die mit Houles europäischen Blick und seinen ausgeklügelten Klänge vertraut, die vom Label Between the Lines bevorzugt werden, wird kaum überrascht sein von der einzigartigen Mischung dicht abstrakter Harmonien, wie sie viele dieser Stücke durchdringen.“ Nach Ansicht des Autors erfordern diese Kompositionen „ein konzentriertes Zuhören; sie sind vielschichtig, mit vielfältigen Richtungen. Abgesetzt von den üblichen Besetzungen kleinerer Enselmbles, herrscht hier eine sibyllinische Qualität vor.“ Loewy spricht auf den von Houle in den Liner Notes beschriebenen Kompositionsprozess an, der sich auf komplexe Lehren beruft, die man aber als Hörer getrost vernachlässigen könne. Im Einzelnen gibt es hier feierliche Eskapaden, die die Stücke einen. Perkussionist Dylan Van Der Schyff im Besonderen und die Cellistin Peggy Lee schießen prächtige kurze Paroxysmen von gebrochenen Riffs ab, während Houle eher melodisch bleibt. Von Zeit zu Zeit explodiert alles, in bekannter Weise.